# Émile-Armand Chaigneau
Pour les articles homonymes, voir Chaigneau.
Émile-Armand Chaigneau, né le 29 juin 1795 à Vouvant (Vendée) et mort le 22 décembre 1881 à Nantes (6e canton), est un homme politique français.

## Biographie
Fils de Jean-Louis Chaigneau, il devient avocat à Nantes et est nommé, après la Révolution de Juillet, conseiller de préfecture à Nantes puis, le 5 juillet 1831, élu député par le 2e collège de la Vendée (Fontenay).
Dévoué aux institutions monarchiques et populaires, il se montra fidèle à ses engagements, siégea dans l'opposition dynastique, et, dans la séance du 22 octobre 1831, réclama des lois répressives contre les bandes de chouans qui cherchaient à soulever les départements de l'Ouest ; il demanda en même temps la suppression des pensions accordées aux anciens chouans par la Restauration.
Il vota : contre l'ordre du jour Ganneron par lequel la Chambre exprima sa « satisfaction » au sujet de la politique extérieure, protesta contre l'ordonnance relative à la nomination de 36 nouveaux pairs au moment où allait être discutée la lui sur l'hérédité de la pairie, et se joignit à ceux de ses collègues qui repoussèrent la dénomination de sujets, employée par les ministres. Il signa enfin, à l'issue de la session (1832), le compte rendu dans lequel l'opposition résuma ses griefs contre le gouvernement.
Lors du procès intenté au journal la Tribune, Chaigneau fut du nombre des députés qui se récusèrent.
Réélu le 21 juin 1834 contre Châteaubriand, puis reconduit dans son mandat le 4 novembre 1837, le 2 mars 1839, et le 9 juillet 1842, il fit partie, jusqu'au bout, de l'opposition de gauche, et se prononça notamment, contre les lois de septembre 1835, contre la loi d'apanage, contre la loi « de disjonction », et contre l'Adresse de 1839.
Il est décoré de la Légion d'honneur en 1849.
Le 7 avril 1866, Chaigneau est admis à la retraite comme conseiller de préfecture. Il n'avait cessé jusque-là d'exercer cette fonction.
Il fut par ailleurs président de la Société nantaise d'Horticulture.
Marié avec Aline Péju, il est le beau-père de Charles Besnard La Giraudais.

## Sources
- « Émile-Armand Chaigneau », dans Adolphe Robert et Gaston Cougny, Dictionnaire des parlementaires français, Edgar Bourloton, 1889-1891 [détail de l’édition]